# Gian Franco Saba
Mons. Gian Franco Saba (* 20. září 1968 Olbia) je italský římskokatolický duchovní, arcibiskup a vojenský ordinář.

## Život
Narodil se 20. září 1968 v Olbii.
Vstoupil do kněžského semináře. Roku 1992 dokončil na Papežské teologické fakultě Sardínie studium teologie. Poté pokračoval ve studiu na Papežském patristickém institutu Augustinianum v Římě. Dne 13. září 1992 jej biskup Pietro Meloni vysvětil na jáhna a 23. října 1993 biskup Paolo Atzei. Inkardinován byl do diecéze Tempio-Ampurias. Vykonával různé pastorační služby.
Stal se rektorem diecézního semináře a ředitelem diecézního institutu náboženských studií. Roku 2010 byl jmenován rektorem Papežského regionálního semináře Sardínie.
Dne 27. června 2017 jej papež František jmenoval metropolitním arcibiskupem Sassari. Biskupské svěcení přijal 13. září z rukou biskupa Sebastiana Sanguinettiho a spolusvětiteli byli arcibiskup Paolo Atzei a arcibiskup Arrigo Miglio. Dne 10. dubna 2025 byl převeden do funkce vojenského ordináře Itálie.